# Piotr Czarkowski
Piotr Czarkowki (ur. 1808 pod Drohiczynem, zm. 1898 w Sandomierzu) – polski pedagog i geograf.

## Życiorys
Syn Marcina Czarkowskiego i Józefy Wojtkowskiej. Początkowo uczył się w gimnazjum w Wilnie.
Od 1830 do 1839 był nauczycielem prywatnym na Litwie. Od 1839 roku do 1862 pracował w Warszawie. W roku 1862 wstąpił do służby rządowej i przeniósł się do Sandomierza.
Wydał m.in. Dzieje w Polsce, w Litwie i na Rusi (9 wydań, 1859–1865), Mównictwo (1875) i Krótki wykład geografii powszechnej (wiele wydań).